# Darfur is dying
Darfur is Dying o en español Darfur está Muriendo es un videojuego flash de navegador basado en la crisis de Darfur al oeste de Sudán. El juego ganó el concurso Activismo Digital de Darfur patrocinado por mtvU. El videojuego fue lanzado en abril de 2006 y hasta septiembre de aquel año más de 800,000 personas lo habían jugado. Éste fue clasificado como un videojuego serio y específicamente un videojuego de noticias o newsgame.

## Desarrollo y lanzamiento
El diseño del juego estuvo a cargo de Susana Ruíz como una parte de la empresa de juegos Take Action. En aquel entonces era un estudiante graduado de un programa de medios interactivos de la facultad de artes cinematográficos de la Universidad del Sur de California. Ella se inspiró en hacer el juego después de que su sobrino le haya platicado de las lecciones de su clase y del Holocausto pero no mencionó ningún otro genocidio moderno. Ella inicialmente propuso un juego acerca del post-genocidio de Ruanda, por el que fue criticada por colegas suyos porque sentían que el juego era una forma inapropiada para acercarse a un tema serio. Ella estuvo presente en la conferencia de Games for Change en Nueva York en octubre de 2005, en donde mtvU anunció que ellos, junto con la Fundación de Derechos Humanos de Reebok y con la fundación sin fines de lucro [International Crisis Group], estaban lanzando el concurso de Activismo Digital de Darfur para buscar un juego sin fines de lucro que además fuera un juego para enseñar la situación o el conflicto que atravesaba Darfur. Como mtvU también ofrecía recursos e instalaciones de trabajo, Ruíz decidió cambiar su idea original.
Ruíz creó un equipo de diseño que se pasaron dos meses creando un documento del diseño del juego y prototipo. El equipo pasó mucho tiempo en la fase de diseño hablando con trabajadores de ayuda humanitaria con experiencia en Darfur y haciendo lluvias de ideas acerca de cómo hacer un videojuego que fuera interesante para jugar y a la vez sea una herramienta para promocionar el conflicto. Ruiz mencionó que el diseño del juego fue influenciado por Food Force, un juego publicado en el 2005 por el Programa Mundial de Alimentos de la Organización de las Naciones Unidas. La versión beta del juego fue sacado al público para evaluarlo junto con otros juegos finalistas; al final fue elegido como el ganador. Al final, el equipo recibió financiamiento para acabar el juego. La firma en desarrollo web y de aplicaciones “interFUEL” fue contratada para completar el diseño del juego y la programación. El juego fue oficialmente lanzado en un rally DE LA Coalición Salven Darfur el 30 de marzo de 2006 y el primer jugador oficial fue el patinador estadounidense de velocidad sobre hielo, Joey Cheek.

## Gameplay
El juego comienza por escoger a un personaje de un miembro de una familia de Darfur que ha sido desplazada por el conflicto. El primero de los dos modos de juego comienza cuando se controla al miembro de la familia, en modo seguimiento, desde un campo a un pozo y regresar mientras esquiva patrullas de la milicia Yanyauid. Si es capturado, se le informa al jugador lo que le pasó a su personaje y se pide que elija a otro personaje de la familia y que intente de nuevo. Si el agua lleva exitosamente al campamento, el juego pasa a su segundo modo (una vista de gestión de arriba abajo del campamento), en donde el personaje debe de usar el agua para las cosechas y para construir cabañas. Cuando el agua se acaba, el juego vuelve a su primer modo de ir al pozo. El objetivo es mantener el campamento funcionando por siete días.
Aunque todas las críticas se han centrado en el diseño y el propósito del juego y han dejado a un lado el modo de juego, una revisión ha comentado que inicialmente no está claro como en la vista de gestión se realiza el cultivo y las otras tareas.

## Recepción
El juego ha sido mencionado en varios medios principales de información como en The Washington Post, la revista Time, BBC News y por el National Public Radio. En una entrevista en los inicios de septiembre de 2006, Ruíz dice que es difícil medir el éxito para un juego con una meta social pero que más de 800,000 han jugado más de 1.7 millones de veces desde que fue lanzado el juego, de los cuales diez mil han recomendado el juego a amigos o han mandado una carta a algún representante. En abril de 2007, el juego había sido jugado por más de 2.4 millones de veces por 1.2 millones de personas alrededor del mundo. Sin embargo, algunos críticos opinaron que el juego no causó nada al conflicto y que solo ayudó a ganar fama a los diseñadores.
El juego ha sido foco de críticas desde su inicio por su naturaleza y su impacto. Varios académicos fueron entrevistados por BBC y variaron sus opiniones; unos decían que cualquier cosa incluyendo el juego era válido para ayudar a Darfur, pero otros dicen que el juego fue bastante simplificado para un conflicto bastante complejo y se falló en mostrar el problema verdadero. El juego también fue criticado por el patrocinador de mtvU, aumentando la posibilidad y las sospechas que el juego pudiera ser solo una herramienta de marketing para la empresa.